# Prozessfähigkeitsindex
Die Prozessfähigkeitsindizes Cp und CpK sind Kennzahlen zur statistischen Bewertung eines Prozesses in der Produktionstechnik. Sie geben an, wie sicher die laut Spezifikation vorgegebenen Ziele erreicht werden.

## Definition
Folgende Formeln gelten nur für normalverteilte Merkmale. In der DIN ISO 22514-2 (ehem. DIN ISO 21747) finden sich Berechnungsmethoden, die anwendbar für alle Verteilungsmodelle sind.
Der CpK-Wert wird folgendermaßen aus dem Mittelwert {\displaystyle \mu }, der dazugehörigen Standardabweichung {\displaystyle \sigma } und der oberen ({\displaystyle OSG}) beziehungsweise unteren ({\displaystyle USG}) Spezifikationsgrenze definiert:
{\displaystyle C_{pK}={\frac {\min(\mu -USG,OSG-\mu )}{3\sigma }}.}
Je höher dieser Wert ist, desto sicherer befindet sich die gesamte Produktion innerhalb der Spezifikation.
Ist nur eine Spezifikationsgrenze gegeben, wird diese zur Berechnung des CpK -Wert genutzt.
Der Cp-Wert ist definiert als:
{\displaystyle C_{p}={\frac {OSG-USG}{6\sigma }}.}
Der Cp-Wert lässt sich nur dann berechnen, wenn sowohl eine obere als auch untere Spezifikationsgrenze definiert ist.
Während der Cp-Wert nur das Verhältnis der vorgegebenen Toleranz zur Prozessstreuung angibt, beinhaltet der CpK-Wert auch die Lage des Mittelwertes zur vorgegebenen Toleranzmitte. Im besten Fall (Prozessmittelwert liegt genau in der Mitte des Toleranzbereichs) ist CpK = Cp; sonst ist CpK < Cp.
Die einzelnen Buchstaben der Abkürzung stehen für:
- C: Capability
- p: process
- K: Katayori (japanisch), was soviel heißt wie „Bias“ oder „Verschiebung“[3].

## Zielwerte
Früher wurde ein CpK-Wert von mindestens 1,00 (der Abstand der nächstgelegenen Toleranzgrenze vom Prozessmittelwert beträgt mindestens 3 Standardabweichungen) als ausreichend angesehen, später wurde die Forderung auf 1,33 (4 Standardabweichungen) angehoben. Mittlerweile wird vielfach ein Cp-Wert von 2,00 (die Breite des Toleranzbereichs entspricht einer Streubreite von ±6 Standardabweichungen, daher Six Sigma) kombiniert mit einem CpK-Wert von 1,67 (der Abstand der nächstgelegenen Toleranzgrenze vom Prozessmittelwert beträgt mindestens 5 Standardabweichungen) als wünschenswertes Ziel definiert. Zu beachten ist, dass naturgemäß ein Gesamtsystem aus vielen Komponenten eine wesentlich höhere Fehlerrate hat als die Einzelkomponenten. Für einen genügend hohen CpK-Wert des Systems müssen die Komponenten einen noch deutlich höheren Wert aufweisen.

## Vergleichstabelle CpK- PPM
Unter der Annahme einer normalverteilten Prozessgröße lässt sich aus dem Prozessfähigkeitsindex CpK über die folgende Formel die Anzahl der zu erwartenden Fehler je 1 Million (parts per million) berechnen:
{\displaystyle PPM=(1-F(3\cdot c_{pK})+F(-3\cdot c_{pK}))\cdot 1\,000\,000=2\cdot F(-3\cdot c_{pK})\cdot 1\,000\,000}
Dabei ist {\displaystyle F} die Verteilungsfunktion der Standardnormalverteilung. Die folgende Tabelle gibt einige Beispielwerte für die zweiseitige Wahrscheinlichkeit:
| CpK  | PPM        | Sigma |
| ---- | ---------- | ----- |
| 0,50 | 133614     |       |
| 0,67 | 045500     |       |
| 0,79 | 020000     |       |
| 0,90 | 006933     |       |
| 1,00 | 002699     | 3σ    |
| 1,30 | 000096     |       |
| 1,33 | 000066     | 4σ    |
| 1,42 | 000020     |       |
| 1,50 | 000003,4   |       |
| 1,60 | 000002     |       |
| 1,67 | 000000,6   | 5σ    |
| 2,00 | 000000,002 | 6σ    |

Wenn die Annahme einer Normalverteilung nicht erfüllt ist, dann ist der Zusammenhang zwischen Index und Fehlerrate in PPM ein anderer. Oft folgen Daten z. B. einer Log-Normalverteilung oder Student-t-Verteilung. In diesen beiden Fällen ist der PPM-Wert für einen Index von beispielsweise 1,5 weitaus kleiner als bei einer Normalverteilung, umgekehrt wäre es bei einer Rechteckverteilung (Gleichverteilung). Aus diesem Grund sollte man einen Normalitätstest ausführen. Dieser kann aber bei zu kleiner Datenmenge ungenau sein.

## Kritik
Der Cp- und Cpk-Wert haben eine Aussage, wenn eine Normalverteilung vorliegt.
Das einfachste Mittel, um die Prozessfähigkeit eines gegebenen Prozesses zu steigern, besteht darin, die Spezifikationsgrenzen zu lockern: Je größer die Differenz zwischen OSG und USG, desto mehr Standardabweichungen lassen sich darin unterbringen.
Durch den Wegfall von Spezifikationsgrenzen wird eine unendliche Prozessfähigkeit erreicht.
Damit die Prozessfähigkeit ein sinnvolles Maß bleibt, dürfen die Spezifikationsgrenzen in keinem Fall vom Prozesseigner beeinflussbar sein.
Je höher der geforderte Cpk-Wert, desto weniger können die zum Beispiel in der Zeichnung vorgegebenen Merkmalstoleranzen ausgenutzt werden.